# گورنگا لیسینا
گورنگا لیسینا (به صربی: Gornja Lisina) یک روستا در صربستان است که در بوسیلگراد واقع شده‌است. گورنگا لیسینا ۴۷۴ نفر جمعیت دارد.